# Conophorus aegyptiacus
Conophorus aegyptiacus är en tvåvingeart som beskrevs av Mario Bezzi 1925. Conophorus aegyptiacus ingår i släktet Conophorus och familjen svävflugor. Inga underarter finns listade i Catalogue of Life.